# Luật Phòng, chống ma tuý 2000
Luật Phòng, chống ma túy là đạo luật mang số 23/2000/QH10 được Quốc hội nước Cộng hòa Xã hội Chủ nghĩa Việt Nam khóa X, kỳ họp thứ 8 thông qua ngày 09 tháng 12 năm 2000 và có hiệu lực thi hành từ ngày 01 tháng 6 năm 2001 với nội dung quy định về phòng ngừa, ngăn chặn, đấu tranh chống tệ nạn ma túy, kiểm soát các hoạt động hợp pháp liên quan đến ma túy, trách nhiệm của cá nhân, gia đình, cơ quan, tổ chức trong phòng, chống ma túy. Luật đã được sửa đổi vào năm 2008 (bổ sung thêm một số quy định mới).
Hiện tại, Luật đã được thay thế bởi Luật Phòng, chống ma tuý năm 2021, có hiệu lực từ ngày 01/01/2022.

## Quá trình xây dựng
Vấn đề cấm ma túy từ lâu đã được Việt Nam quy định trong lịch sử, ngay từ thời vua Minh Mạng triều Nguyễn vì tác hại to lớn của ma túy Nhưng đến hiện tại Ma túy vẫn là vấn nạn nhức nhối ở Việt Nam, năm 2000, tại kỳ họp thứ 8, Quốc hội khóa X đã thông qua Luật phòng chống ma túy

## Bố cục
Luật Phòng, chống ma túy gồm 8 Chương, 56 điều bao gồm:
- Chương I. Những quy định chung: Gồm 5 điều từ Điều 1 đến Điều 5, quy định phạm vi điều chỉnh của Luật, những hành vi liên quan đến ma túy bị nghiêm cấm và các nội dung mang tính nguyên tắc trong đấu tranh phòng, chống ma túy
- Chương II. Trách nhiệm phòng, chống ma túy: gồm 9 điều từ Điều 6 đến Điều 14 quy định về trách nhiệm phòng, chống ma túy của cá nhân, gia đình, cơ quan, tổ chức, quy định chế độ, chính sách và việc bảo vệ đối với các chủ thể đó khi tham gia phòng, chống ma túy.
- Chương III. Kiểm soát các hoạt động hợp pháp liên quan đến ma túy gồm 10 điều từ Điều 15 đến Điều 24, quy định kiểm soát chặt chẽ đối với việc nghiên cứu, giám định, sản xuất, vận chuyển, bảo quản, tồn trữ, mua bán, phân phối, trao đổi, sử dụng, xử lý nhập khẩu, xuất khẩu, quá cảnh chất ma túy, tiền chất, thuốc gây nghiện, thuốc hướng dẫn.
- Chương IV. Cai nghiện ma túy gồm 11 điều từ Điều 25 đến Điều 35 quy định về công tác cai nghiện ma túy.
- Chương V. Quản lý nhà nước về phòng, chống ma túy: gồm 10 điều từ Điều 36 đến Điều 45 quy định nội dung cụ thể về quản lý nhà nước, chức năng, nhiệm vụ, quyền hạn của Chính phủ, của Bộ Công an, Bộ Lao động - Thương binh và Xã hội, Bộ Y tế, Bộ Công nghiệp, Bộ Nông nghiệp và Phát triển nông thôn, Bộ Giáo dục và Đào tạo, Uỷ ban nhân dân các cấp và các cơ quan khác trong lĩnh vực phòng, chống ma túy.
- Chương VI. Hợp tác quốc tế về phòng, chống ma túy gồm 6 điều từ Điều 46 đến Điều 51 quy định về hợp tác quốc tế trong phòng, chống ma túy.
- Chương VII. Khen thưởng và xử lý vi phạm gồm 3 điều từ Điều 52 đến Điều 54, quy định về chính sách khen thưởng đối với cá nhân, gia đình, cơ quan, tổ chức có thành tích trong đấu tranh phòng, chống ma túy và quy định nguyên tắc xử lý các hành vi vi phạm pháp luật về phòng, chống ma túy.
- Chương VIII. Điều khoản thi hành gồm Điều 55 và Điều 56, xác định hiệu lực thi hành của Luật từ ngày 01 tháng 6 năm 2001 và giao Chính phủ quy định chi tiết, hướng dẫn thi hành Luật phòng, chống ma túy.

## Một số nội dung cơ bản

### Phòng và chống ma túy
Luật quy định về nội dung về phòng và chống ma túy, trong đó phòng ngừa ma túy chú trọng vào việc huy động rộng rãi cá nhân, gia đình, cơ quan, tổ chức, nhà trường, quần chúng nhân dân tham gia phòng, ngừa tệ nạn ma túy, tuyên truyền, giáo dục về phòng, chống ma túy. Đồng thời kiểm soát chặt chẽ các hoạt động hợp pháp liên quan đến ma túy, phòng ngừa, ngăn chặn việc lợi dụng các hoạt động này vào mục đích trái pháp luật và cuối cùng là tổ chức, quản lý cai nghiện ma túy, giải quyết các vấn đề xã hội sau cai nghiện, phòng, chống tái nghiện.
Về chống lại tác hại của ma túy luật quy định theo hướng: Huy động rộng rãi cá nhân, gia đình, cơ quan, tổ chức tham gia đấu tranh chống tệ nạn ma túy, nhất là việc phát hiện tố giác, đấu tranh với tệ nạn ma túy. Song song với việc phát hiện, đấu tranh ngăn chặn các tội phạm về ma túy và các hành vi trái phép khác về ma túy và xử lý các vi phạm pháp luật về phòng, chống ma túy.

### Trách nhiệm phòng, chống ma túy
Trách nhiệm phòng, chống ma túy (gồm 9 điều từ Điều 6 đến Điều 14) rất rộng bao gồm từ cá nhân, gia đình cho đến cơ quan, tổ chức và cả chế độ.
Đối với gia đình, do gia đình có vị trí đặc biệt quan trọng trong việc phòng ngừa, ngăn chặn các thành viên trong gia đình tham gia tệ nạn ma túy. Vì thế, Luật quy định gia đình là một chủ thể có những trách nhiệm nhất định như:
- Giáo dục, quản lý chặt chẽ, đấu tranh ngăn chặn thành viên trong gia đình tham gia tệ nạn ma túy
- Tham gia hỗ trợ hoạt động cai nghiện ma túy tại các cơ sở cai nghiện và tại gia đình cộng đồng
- Đóng góp một phần kinh phí cho việc cai nghiện của các thành viên trong gia đình mình.

Tuy nhiên Luật này không đưa ra quy định áp dụng chế tài đối với gia đình, vì vai trò của gia đình chỉ có thể được phát huy trên cơ sở nhận thức đầy đủ về tác hại của ma túy đối với từng thành viên trong gia đình, không phải trên cơ sở chế tài nghiêm khắc.
Đối với cơ quan. Điều 13 của Luật Phòng, chống ma túy đã quy định rõ cơ quan chuyên trách phòng, chống tội phạm ma túy thuộc lực lượng công an nhân dân và cơ quan này được đặc quyền đặc lợi được áp dung các biện pháp nghiệp vụ trinh sát cần thiết để phát hiện tội phạm về ma túy, chủ trì phối hợp với các cơ quan hữu quan thực hiện các hoạt động ngăn chặn, đấu tranh chống các tội phạm về ma túy tại các địa bàn biên giới và nội địa, bảo vệ người tố giác, người làm chứng và người bị hại trong các vụ án về ma túy...

### Kiểm soát chất ma túy
Luật dành một chương (Chương III) quy định kiểm soát chặt chẽ đối với việc nghiên cứu, giám định, sản xuất, vận chuyển, bảo quản, tồn trữ, tàng trữ, mua bán, phân phối, trao đổi, sử dụng, xử lý nhập khẩu, xuất khẩu, quá cảnh chất ma túy, tiền chất, thuốc gây nghiện, thuốc hướng dẫn (những nội dung này phải phù hợp với yêu cầu của 3 Công ước của Liên hiệp quốc về phòng, chống ma túy năm 1961, năm 1971 và năm 1998).
Luật không quy định cho một cơ quan chuyên trách kiểm soát các hoạt động hợp pháp liên quan đến ma túy vì các hoạt động này thuộc các chuyên ngành khác nhau, nếu giao cho một cơ quan thực hiện việc kiểm soát thì khó đảm bảo hiệu quả do không đủ trình độ nghiệp vụ cũng như kinh phí để bao quát hết các vấn đề về ma túy. Vì vậy, Luật phòng, chống ma túy quy định theo hướng:
- Bộ Y tế có thẩm quyền kiểm soát chất ma túy, tiền chất, thuốc gây nghiện, thuốc hướng thần sử dụng trong lĩnh vực y tế, phân tích, kiểm nghiệm và nghiên cứu khoa học.
- Bộ Công nghiệp có thẩm quyền kiểm soát chất ma túy, tiền chất sử dụng trong lĩnh vực sản xuất.
- Bộ Công an có thẩm quyền kiểm soát chất ma túy, tiền chất sử dụng trong lĩnh vực đấu tranh phòng, chống tội phạm về ma túy

### Các hành vi bị cấm
Tại Điều 3 Luật phòng, chống ma túy năm 2000 quy định các hành vi bị nghiêm cấm như sau:
- Trồng cây có chứa chất ma túy
- Sản xuất, tàng trữ, vận chuyển, bảo quản, mua bán, phân phối, giám định, xử lý, trao đổi, xuất khẩu, nhập khẩu, quá cảnh, nghiên cứu trái phép hoặc chiếm đoạt chất ma túy, tiền chất, thuốc gây nghiện, thuốc hướng thần
- Sử dụng, tổ chức sử dụng trái phép chất ma túy, xúi giục, cưỡng bức, lôi kéo, chứa chấp, hỗ trợ việc sử dụng trái phép chất ma túy
- Sản xuất, tàng trữ, vận chuyển, mua bán phương tiện, dụng cụ dùng vào việc sản xuất, sử dụng trái phép chất ma túy
- Hợp pháp hoá tiền, tài sản do phạm tội về ma túy mà có
- Chống lại hoặc cản trở việc cai nghiện ma túy
- Trả thù hoặc cản trở người có trách nhiệm hoặc người tham gia phòng, chống ma túy
- Lợi dụng chức vụ, quyền hạn, nghề nghiệp để vi phạm pháp luật về phòng, chống ma túy
- Các hành vi trái phép khác về ma tuy

### Cai nghiện ma túy
Đây là một trong những nội dung quan trọng nhất của Luật Phòng, chống ma túy. Việc cai nghiện ma túy theo tinh thần của Luật này là Nhà nước có chính sách khuyến khích việc tự nguyện cai nghiện ma túy song song với việc áp dụng chế độ cai nghiện đối với người nghiện ma túy, đồng thời tổ chức các cơ sở cai nghiện ma túy bắt buộc và khuyến khích cá nhân, gia đình, cơ quan, tổ chức thực hiện các hình thức cai nghiện ma túy tại gia đình và cộng đồng bên cạnh đó khuyến khích tổ chức, cá nhân trong nước và nước ngoài hỗ trợ các hoạt động cai nghiện ma túy.
Bên cạnh đó Luật cũng quy định trách nhiệm của cá nhân, gia đình, cơ quan, tổ chức, chính quyền các cấp trong việc phát hiện, quản lý và tổ chức cai nghiện cho người nghiện ma túy theo các hình thức cai nghiện khác nhau, cũng như trong việc giải quyết các vấn đề xã hội sau cai nghiện khác nhau, cũng như trong việc giải quyết các vấn đề xã hội sau cai nghiện và giúp đỡ người đã cai nghiện ma túy hoà nhập cộng đồng, phòng, chống tái nghiện.
Đặc biệt, Luật phòng, chống ma túy giao cho ngành Lao động - Thương binh và Xã hội quản lý công tác cai nghiện ma túy vì quản lý ma túy là vấn đề mang tính xã hội cao và người nghiện ma túy chưa phải là tội phạm, nên không nhất thiết phải giao cho lực lượng công an quản lý. Trong quá trình thực hiện, ngành Lao động - Thương binh và Xã hội phải có sự phối hợp chặt chẽ với các cơ quan công an, y tế và các cơ quan hữu quan khác.
Điều 28 quy định thời gian cai nghiện bắt buộc là từ một năm đến hai năm vì khi nghiện ma túy, người nghiện ma túy sẽ mắc các rối loạn về thể chất và tâm lý, thường kèm theo các triệu chứng tâm thần. Do đó, muốn cai nghiện cho họ thì trước hết phải điều trị rối loạn tâm lý va các triệu chứng rối loạn tâm thần. Việc điều trị này phải có thời gian dài mới có hiệu quả và phải trải qua các giai đoạn:
- Cắt cơn giải độc, điều trị các bệnh phối hợp: tốn khoảng 03 tháng
- Điều trị phục hồi tâm lý, sức khoẻ: mất khoảng 09 tháng
- Lao động trị liệu, học nghề, chuẩn bị tái hoà nhập cộng đồng, chống tái nghiện: thường là 12 tháng.

Điều 28 cũng giao thẩm quyền cho Chủ tịch Uỷ ban nhân dân cấp huyện ra quyết định bắt buộc cai nghiện.